# تستیبور (ناحیه تاخوف)
تستیبور (به چکی: Ctiboř) یک منطقهٔ مسکونی در جمهوری چک است که در ناحیه تاخوو واقع شده‌است. تستیبور ۹٫۴۲ کیلومتر مربع مساحت و ۳۳۸ نفر جمعیت دارد و ۵۹۵ متر بالاتر از سطح دریا واقع شده‌است.